# Pekin (Dakota del Nord)
Pekin és una població dels Estats Units a l'estat de Dakota del Nord. Segons el cens del 2000 tenia 80 habitants.

## Demografia
Segons el cens del 2000, Pekin tenia 80 habitants, 41 habitatges, i 20 famílies. La densitat de població era de 118,8 hab./km².
Dels 41 habitatges en un 19,5% hi vivien nens de menys de 18 anys, en un 36,6% hi vivien parelles casades, en un 4,9% dones solteres, i en un 51,2% no eren unitats familiars. En el 46,3% dels habitatges hi vivien persones soles el 31,7% de les quals corresponia a persones de 65 anys o més que vivien soles. El nombre mitjà de persones vivint en cada habitatge era d'1,95 i el nombre mitjà de persones que vivien en cada família era de 2,75.
Per edats la població es repartia de la següent manera: un 22,5% tenia menys de 18 anys, un 5% entre 18 i 24, un 16,3% entre 25 i 44, un 33,8% de 45 a 60 i un 22,5% 65 anys o més.
L'edat mediana era de 50 anys. Per cada 100 dones de 18 o més anys hi havia 100 homes.
La renda mediana per habitatge era de 19.063 $ i la renda mediana per família de 31.250 $. Els homes tenien una renda mediana de 27.250 $ mentre que les dones 16.667 $. La renda per capita de la població era d'11.422 $. Cap de les famílies i el 9% de la població estaven per davall del llindar de pobresa.

## Poblacions més properes
El següent diagrama mostra les poblacions més properes.